# Jascha Spivakovsky
Jascha Spivakovsky   (Smila, 18 d'agost de 1896 - Toorak, 23 de març de 1970), rus: Яша Спиваковский Iaixa Spiakovski, va ser un virtuós del piano australià nascut a l'Imperi Rus del segle xx.
Va ser aclamat com un nen prodigi a Odessa a Ucraïna, però gairebé assassinat pels guàrdies imperials durant el pogrom de 1905.
Va fugir a Berlín i va ser declarat hereu d'Anton Rubinstein i comparat amb Ignacy Jan Paderewski i Teresa Carreño abans de ser empresonat com a enemic imperial rus alienígena durant la Primera Guerra Mundial. Durant el període d'entreguerres va ser reconegut internacionalment com un dels més grans pianistes del món i considerat a Europa com el millor intèrpret viu de Brahms. També va formar un trio que va recórrer Europa amb molt èxit i va ser declarat el millor del món. A la primeria de 1933, Richard Strauss el va advertir en un missatge secret musicalment codificat que els nazis el cercaven per la seva descendència jueva. Va fugir a Austràlia uns dies abans de la presa del poder nazi i va suspendre la seva carrera musical per ajudar la gent a escapar del Tercer Reich. Després de la Segona Guerra Mundial, va tornar als escenaris i va sorprendre als crítics més durs amb el poder, la profunditat i la maduresa de les seves interpretacions. Tot i que la seva fama es va reduir després que va deixar de fer gires perquè no havia realitzat cap enregistrament comercial en solitari, va ser redescobert el 2015 quan es van publicar els enregistraments dels seus concerts. Aquests han causat una gran emoció entre els amants de la música i han motivat alguns crítics a declarar Spivakovsky com un dels pianistes més grans que hagin mai sentit.

## Adolescència
Jascha Spivakovsky va néixer en un petit poble a prop de Kíev a Ucraïna, fill d'una nissaga de músics de quatre-cents anys. Va començar a tocar el piano de manera improvisada als tres anys: sentint un músic de carrer sota l'apartament familiar, va reproduir la melodia al piano i va afegir un acompanyament impecable a la mà esquerra. El seu pare el va ensenyar fins als sis anys quan la família va anar a viure a Odessa on podia rebre una formació musical de mans expertes. L'any següent va ser descobert per Józef Hofmann que va assenyalar el seu "gran lirisme i gran potencial tècnic" i va ajudar a organitzar una audició amb l'imponent Director del Conservatori de Moscou, Vassili Safónov. Safonov va oferir la seva matrícula personal al Conservatori i va donar un aval per escrit que va començar: "Avui he escoltat tocar Jascha Spivakovsky i he trobat en aquest nen un talent rar i excepcional".
 Tanmateix, les restriccions a l'entrada de jueus a Moscou haurien impedit que la seva família l'acompanyés i als set anys el nen era massa jove per aprofitar aquesta oportunitat sol.
En lloc d'això, va començar a donar concerts a Odessa i va ser àmpliament celebrat com un nen prodigi, tot i que uns quants locals van xiuxiuejar que els seus sorprenents regals musicals havien de ser el producte de la bruixeria. Després d'un concert esgotat, l'esposa del governador d'Odessa li va regalar un piano de cua. L'any següent va ser gairebé assassinat quan una màfia racista va massacrar la comunitat jueva d'Odessa al Pogrom de 1905. Quan aquesta gentada va assaltar el bloc d'apartaments i va assassinar l'inquilí de la planta baixa, la família Spivakovsky va pujar al terrat on van poder veure els guàrdies imperials cosacs apropant-se a cavall. En lloc de sufocar la violència, els guàrdies els van obrir foc i una empenta desesperada de la seva germana va salvar Spivakovsky en una fracció de segon d'una bala dirigida al seu cap. La família va caure a l'escalada contra incendis i es va amagar sota palla al soterrani del seu propietari catòlic polonès durant cinc dies. Quan van sorgir, van trobar que totes les seves pertinences havien estat saquejades i el piano de cua llançat des del balcó del cinquè pis i trencat a trossos.
Spivakovsky va fer concerts per donar suport a la família ara sense diners i estalviar diners perquè es traslladessin a un país més segur. El 1906 va tornar a tocar per Hofmann, que va assenyalar en particular la «notable capacitat d'aquest jove pianista en l'ús del pedal». L'any següent va tocar al teatre municipal d'Odessa i el diari "Odessa News Section va" publicar la següent ressenya: «El públic va sentir immediatament la presència de talent i va sucumbir a l'estat d'ànim instintiu del nen. Es tractava del pianista Jascha Spivakovsky de nou anys, sobre qui s'ha parlat molt a Odessa. És una ximpleria discutir. Per descomptat, això és talent. Enorme talent, excepcional i fins ara estrany i innat. Allò que ara apareix en ell sembla extraordinari i incomprensible a una edat tan gran, però és propi i innat. La tècnica és innata com ho és la interpretació musical El fraseig és també propi i innat, purament instintiu. I a tot arreu… és la fascinant i captadora audiència per fer viure totes les obres i donar-li un sentit d'espiritualitat. Sembla que aquest és el fenomen distintiu del talent de Jascha Spivakovsky».
Va ser guardonat al Conservatori Klindworth-Scharwenka de Berlín, on van estudiar Franz Liszt i Anton Rubinstein, cm Karl Klindworth i Alberto Jonás. El desenvolupament de Spivakovsky allà va ser supervisat pel pedagog, pianista i intèrpret, Moritz Mayer-Mahr, que més tard va ser autor del tom Technique of Pianoforte Playing amb l'aval oficial d'Arthur Nikisch, Eugen d'Albert, Ferruccio Busoni, Otto Neitzel, Maurice Rosenthal i Emil von Sauer. Mayer-Mahr va declarar Spivakovsky és "sens dubte un dels grans talents del nostre temps" i el director, compositor i director del Conservatori Robert Robitschek (que havia estudiat amb Antonín Dvořák) es va fer ressò: "per la meva experiència no hi ha hagut casos similars de tan significatius intel·ligents musicals i dons rítmics". Als deu anys, Spivakovsky va començar a donar concerts a Berlín i un crític destacat va assenyalar: "Al públic li agradava més Jascha Spivakovsky d'Odessa, que acabava d'arribar a l'edat escolar. Va demostrar una comprensió musical i un potencial tècnic tan gran que seria impossible no fer-ho. Esperem amb gran interès el seu futur desenvolupament". Als tretze anys va superar un grup d'adults i va rebre el premi Blüthner. Els jutges de la ronda final Ferruccio Busoni, Ossip Gabrilowitsch i Leopold Godowsky estaven asseguts darrere d'una pantalla on els competidors actuaven per evitar qualsevol biaix a causa de la joventut de Spivakovsky.
Mayer-Mahr va determinar ara que Spivakovsky ja estava a punt per debutar com a professional i va seleccionar Leipzig com a ubicació, a causa de la seva reputació per als crítics més durs d'Europa. Spivakovsky va sorprendre aquestes crítiques i va ser aclamat com el «nou Anton Rubinstein». El diari Leipziger Zeitung va escriure: «Amb la seva verv recorda Anton Rubinstein, i amb la seva gràcia d'expressió de Bulow». Després va recórrer Europa i va actuar amb directors d'orquestra com Willem Mengelberg. El diari Berliner Lokal-Anzeiger va predir: "Jascha Spiwakowsky està cridat a grans coses", L'"Hamburger Correspondent" va declarar: "El talent més fort que he trobat en l'última dècada" i el ""Breslauer Morgen-Zeitung" es va preguntar: "Qui explicarà aquest geni de les meravelles?" També va tocar per a les famílies reials d'Alemanya, Romania, Dinamarca, Bulgària, Sèrbia i Montenegro i va realitzar un recital a Odessa durant una temible tempesta de neu. Anys després Vladimir Horowitz explicar com aquest recital el va inspirar: "De tornada a Rússia, quan tenia quatre anys, la meva mare em va arrossegar a través de nevades de vint metres de profunditat per escoltar un prodigi excepcional. Tu eres aquell prodigi". A l'edat de quinze anys, Spivakovsky era reconegut com un dels joves pianistes més importants d'Europa, amb una apreciació poc comuna dels romàntics.
El 1913 va debutar a Londres al Bechstein Hall i es va declarar "rei del teclat" i "recorda a Paderewski i Carreno". La seva fama es va estendre als extrems de l'Imperi Britànic, segons "The Horowhenua Daily Chronicle" de Nova Zelanda: "S'ha descobert un nou pianista. Es diu Jascha Spiwakowski i prové del mateix districte de Rússia que Mischa Elman. només té 17 anys, però ha tocat a Londres i ha estat aclamat com un prodigi el temperament i els èxits tècnics recorden Carreño i Paderewski". Es va comprometre a tornar a Londres per fer concerts al Queen's Hall i Royal Albert Hall i una actuació reial per a la reina Alexandra, però la seva carrera es va congelar quan va esclatar la Primera Guerra Mundial i va ser empresonat com a enemic rus estranger al camp d'internament de Ruhleben. Tots els professors de Klindworth-Scharwenka van sol·licitar la seva llibertat i finalment va ser posat en llibertat condicional per ordre del Kaiser Wilhelm II. Va romandre sota una estricta supervisió militar, però se li va permetre reprendre les seves funcions cap al final de la guerra.
A finals de 1918 va començar una sèrie èpica de concerts amb lOrquestra Filharmònica de Berlín que il·lustraven el desenvolupament històric del concert de Bach a Brahms. Aquest tour de force va ser un èxit massiu i va marcar la seva reputació com a principal exponent dels grans compositors. El berlinès Tageblatt va informar: "Entre els solistes destaca Jascha Spiwakowski, que en el seu segon concert va tocar els tres concerts de Beethoven. La seva excel·lent interpretació d'aquests tres últims concerts el situa a les files dels nostres millors pianistes". Va estar compromès amb altres 40 concerts a tota Alemanya i va ser buscat pels principals directors europeus, inclosos Wilhelm Furtwängler per a la interpretació del Concert per a piano núm. 1 (Txaikovski) amb lOrquestra Filharmònica de Berlín a Darmstadt. Després va recórrer Europa amb el seu germà Tossy, de dotze anys, que havia debutat com a prodigi del violí a Berlín uns anys abans. Es van celebrar a tot arreu i van rebre una atenció "bastant aclaparadora" del públic als carrers de Copenhaguen després d'actuar per a la família reial danesa. Els crítics holandesos van declarar Tossy "El jove Joachim" i els crítics escandinaus el van declarar sense igual. Aviat va ser nomenat concertista més jove de la història Berlin, Philharmonic Orchestra de Furtwängler. Els germans van actuar com a duo durant molts anys i van gravar per a "Parlophone", esdevenint famosos pel virtuosisme artístic, l'expressió càlida i l'uníson perfecte. Un dels seus principals admiradors era el gran científic i violinista aficionat Albert Einstein.

## Anys 1920
El 1920 Spivakovsky va tornar a Gran Bretanya i va ser aclamat com "un dels pianistes més grans del món" i "el geni pianístic de l'època". Un destacat crític londinenc va declarar: "De tots els pianistes que he sentit en els darrers anys, ningú sembla tenir més afinitat temperamental amb els més grans que Jascha Spivakovsky. Hi ha en el seu art alguna cosa personal i exclusiu, rar i imaginatiu, que no es pot definir en anglès, tan liberal com en paraules de gran significat. Només puc seure després d'escoltar-lo i expressar malament el meu reconeixement qualificant-lo de geni". També es va fer famós per la seva "emocionant personalitat" per la seva temporada al "Royal Albert Hall" va ser "la sensació de Londres" amb informes de "salvatge entusiasme" per part del públic i una multitud de 3.000 persones reclamant fora del seu concert final exhaurit. De "The Lady": "Brailowsky, Gabrilowitsch, Fanny Davies, Moiseiwitsch i Spivakovsky van oferir recitals la setmana passada. El recital de Spivakovsky vaig gaudir més que cap. Des de Carreño no he escoltat ningú tocar amb una passió tan aclaparadora". I "The Dover Express": "...tocava no només amb el domini suprem de l'instrument i la tècnica brillant, sinó amb aquesta qualitat més rara que només es descriu com a ànima... per molt que vull escoltar Cortot, vull tornar a escoltar Spivakovsky encara més."
La crítica britànica el va reconèixer en particular com un exponent excepcional de Brahms. De "The Evening Standard": "Rares vegades és la poesia de la música de Brahms realitzada i expressada tan plenament com es va fer en la interpretació de la Sonata en fa menor de Mr. Spiwakowsky"." The Daily Telegraph": "Va tocar el Brahms com si adorés cada nota, i el resultat va ser completament convincent". I "Musical News": "... el pensament independent expressat i impressionat amb una habilitat executiva magistral. El senyor Spiwakowsky sempre serà ben rebut a Londres". Va romandre allà fins al 1921, amb la New Queen's Hall Orchestra, incloent la seva primera aparició als Proms.
El 1922 va fer la seva primera gira per Austràlia i va provocar escenes tan salvatges com les que es van veure a Londres: públic sencer es va precipitar a l'escenari, va irrompre entre bastidors, el va perseguir per la porta de l'escenari i va envoltar el seu automòbil. De "The Daily Telegraph": "Un dels pianistes més destacats de l'època"." The Daily Mail": "No és exagerat aplicar la denominació genial a Jascha Spivakovsky... La seva tècnica és excel·lent, però es deixa indiferent a la perfecció purament mecànica del seu art en els deliciosos matisos de to i color de la seva el joc i la naturalitat de l'expressió en la seva interpretació". I "Table Talk": "Jascha Spivakovsky, tan jove com és, se situa per sobre de qualsevol dels pianistes que hem escoltat en els darrers anys i és probablement l'intèrpret més satisfactori i global que aquesta generació hagi escoltat. Les seves interpretacions tenen ànima, aquest gran actiu i una glòria una bellesa suau de to semblant a una cançó que és fascinant". La soprano Nellie Melba li va regalar una corona de llorer que el va declarar "un dels pianistes més grans del món" i va donar la primera emissió per ràdio d'un concert en directe al públic australià. La seva gira es va estendre molt fins que va oferir 75 concerts durant set mesos. En el seu concert de comiat, el públic va insistir en un rècord d'11 bisos.
Després es va dirigir a Nova Zelanda, on les seves interpretacions van ser aclamades com les més escoltades per aquella generació i va ser classificat al nivell de Paderewski, Carreno, Mark Hambourg i Sir Charles Hallé. El "The Dominion": "Recordant tan fidelment com sigui la memòria de la majoria dels grans pianistes que han passat aquest camí durant l'última generació, no sembla que aquest jove rus hagi estat mai superat ni igualat"." The New Zealand Times": "És un geni inspirat del més alt rang, i la seva serà la fama immortal, la memòria de la qual serà xiuxiuejada al món molt després d'haver transmès". I The Evening Post": "És una veritat literal simple descriure'l com un gran intèrpret, un veritable home gran al pianoforte...al primer rang dels millors intèrprets de pianoforte". Com a Gran Bretanya i Austràlia, el seu estil va despertar escenes d'entusiasme salvatge.
El 1923-24 va tornar a aparèixer dues vegades al Proms amb Sir Henry Wood i va fer una gira per Gran Bretanya. Del "The Daily Telegraph": "El seu estil no és mai avorrit ni acadèmic; és, de fet, tremendament viu i ple d'energia. Fins i tot en els seus moments més exuberants és impossible no admirar lelan i el fort impuls rítmic de la seva interpretació". "The Bath Herald": "El seu domini de l'instrument, la seva tècnica i la seva execució van ser meravellosos; no semblava res que no pogués fer, ni música massa difícil per a ell per dominar amb total facilitat". I el "Western Daily Press": "...les seves habilitats tècniques, la seva profunda formació musical, la seva maduresa intel·lectual i el seu ampli repertori han despertat sorpresa a tot arreu".
En tornar al continent, va subratllar la seva reputació com a màxim exponent de tots els estils. Des d'"Allgemeine Musikzeitung": "Un ampli programa que exigeix extraordinàries exigències físiques i mentals sobre la capacitat de recuperació del pianista, que va des de Bach i Beethoven passant per Chopin i Liszt fins a Debussy, Reger i Palmgren...va establir que aquest virtuós del piano, inusualment dotat, els inicis del qual ja van atreure a tots l'atenció cap a ell està en una trajectòria contínuament ascendent amb un desenvolupament tant tècnic com espiritual-musical"." Tägliche Rundschau": "Grandesa monumental"." The Berliner Borsen-Courier"": "... un creador segur a gran escala." Va ser reconegut especialment com a insuperable a Brahms. Del berlinès "Vossische Zeitung": "Jascha Spiwakowsky té el peculiar art de situar l'obra fora d'ell, sense perdre, però, la menor connexió personal amb ella. La seva gran capacitat pianística, el seu instint poc segur per a la capacitat de suport tonal i psíquica del so converteix-lo en un artista excepcional. La Sonata menor de F de Brahms va trobar sota els seus dits un entreteniment encantat a tot arreu: cohesionat, ple de significat interior i, en els episodis lírics, meravellosament intimista" I "Aftenposten" a Oslo: "percepció musical i tècnica de la màxima perfecció... No molts podrien fer aquest treball difícil [de La Sonata de Brahms en f] sona tan perfecta com la vam sentir ahir a la nit. Amb energia d'acer va explorar els passatges apassionats i amb íntima delicadesa va tocar la tranquil·la poesia. Va ser una interpretació magistral i insuperable". Un impressionant Artur Rubinstein el va rebre al darrere dels escenaris després d'una actuació amb: "Your Brahms...your Brahms !!!".
El 1926 va fugir a Bodenbach amb Leonore Krantz, una noia australiana que havia conegut durant la seva gira el 1922. La seva lluna de mel a la Costa Blava es va reduir quan va arribar un missatge de Richard Strauss, que sol·licitava que Spivakovsky interpretés el seu Burleske sota la seva batuta amb lOrquestra Filharmònica de Viena en poques setmanes. Amb la benedicció de Leonore, Spivakovsky va treballar dia i nit per dominar l'obra i la representació va ser un èxit estel·lar. El "Neues Wiener Journal" va informar: "Jascha Spivakovsky va interpretar el paper del piano al "Burleske" inusualment bell i ple de vida. Fins ara la música per a piano d'aquest burlesc s'ha interpretat amb forta força, en un fortíssim frenesí. El jove rus Spivakovsky, però, va deixar emergir l'elegància, la bellesa transparent i l'enginy intel·ligent de la veu del piano. Amb una economia de fortissimo i una tanta finor en l'interpretació i la figura, la bellesa arquitectònica d'aquesta peça es va descobrir per primera vegada". Després del concert, Pauline Strauss es va precipitar al backstage i va exclamar a Spivakovsky: "Tu toques com el diable, llavors va assenyalar la seva nova esposa i li va dir: "Tu el cuides bé!".
Va romandre a Viena i va oferir una sèrie de recitals de gran èxit. Del diari "Neues Weiner": "Aquí hi ha un veritable pianista que es lliura amb amor extàtic a la poesia de color sonor del piano, que és capaç de copsar els estats d'ànim fins i bons i presentar-los amb un valor exhaustiu". I "Weiner Allgemeine Zeitung": "Un pianista la tècnica del qual mana tant l'escola Liszt com la moderna. Un somiador i un tempestor alhora." va ser contractat per Hans Knappertsbusch per interpretar el Piano Concerto No 1 de Txaikovski i "Nueue Freie Presseva" va informar: "Spiwakowsky es mostrava a si mateix com un pianista de gran estil. Hom es va adonar de l'alè calent del temperament, del ritme de talent de les ales". Van procedir a representar l'obra a Múnic on el "Munchener Zeitung" va declarar: "... acabats tècnics i musicals com mai abans m'havia trobat en aquest concert. Els nostres pianistes alemanys toquen aquestes coses de manera massa petita a la manera occidental; però aquest rus té el coratge d'allò més extrem, té els tempi més ardents, els accents més vigorosos, els colors més tendres i ardents al seu toc, la il·limitació més salvatge del crescendi i, tot i així, sempre es manté - i aquesta és la part meravellosa si it - artísticament restringida i fina". I el "Magdeburgon Magdeburger Generalanzeiger" va delirar: "Amb el mateix ardor, la salvatge asiàtica amb què Issay Dobrowen dirigia possiblement el Pathetique de Txaikovski, Spiwakowsky manava l'obra en si bemoll menor. Sobirà de la tècnica, músic per sang. Envoltant-se de so. vigor ardent i sobtadament retenció, afectat i afectant. Grandesa natural convincent".
Va procedir a recórrer Itàlia i Espanya i va provocar més escenes de salvatge entusiasme. Per exemple, a Salern, tot el públic el va animar pels carrers des de l'Òpera fins al seu hotel i no se n'anava fins que no va donar la darrera cortina des del balcó. De "Gazetta di Venezia": "La seva tècnica cristal·lina i fluidament bella, la melodiositat del tacte vellutat i la saviesa en l'ús dels pedals, van provocar meravellosos efectes de to...el nivell d'entusiasme del públic va ser sense precedents"." La Sera": "Entén com endur-se el públic amb entusiasme real. Hem tingut poques oportunitats de registrar una admiració impulsiva similar". I "El Castellano": "... l'entusiasme del públic els va portar fins a les portes del Coliseu com un sincer homenatge de comiat a l'artista que havia estat tan bé capaç de guanyar-los i superar-los...ja a l'edat de durant set anys, va ser un prodigi que va causar una sensació real i, a l'edat de catorze anys, la premsa el va declarar "El nou Anton Rubinstein" i "un pianista que sempre connecta amb el públic". No necessito afegir cap mena de qualificació ni cap altra frase a aquestes línies que cito. Ofereixen un reflex concís però molt cert del mèrit de l'artista al qual vam tenir la sort d'escoltar".
El 1928 va actuar amb Furtwangler i Strauss a les celebracions del Centenari Schubert a Viena. Entre el públic hi havia George Kehler, que molts anys després va escriure al seu tom "The Piano in Concert": "Caracteritzat pels atributs de l'Escola Russa: una qualitat de to remarcablement rica i completa (que no es pot descriure adequadament) juntament amb un impuls rítmic molt fort, consistent i un "legato" gairebé increïble. El "legato" li va permetre ressaltar la línia melòdica sense pedalar, donant una gran unitat al concepte general sense perdre els detalls fins a la crítica es coneix com a joc de piano de cristall, una barreja eficaç del millor de les escoles antigues i noves. Altres crítics que van presenciar les actuacions de Spivakovsky van creure que era un artista extraordinari, un músic de l'ordre magistral, de gran poder físic i intel·lectual, un intèrpret insuperable".
El 1929 Spivakovsky va pujar a un vapor amb destinació a Austràlia i (potser a causa de les seves actuacions al "Schubert Centennial"), els diaris australians van anunciar que ara era "reconegut a Europa com el millor intèrpret vivent de Brahms". La seva gira per Austràlia va tenir un gran èxit i va consolidar la seva reputació com a mestre exponent de tots els grans compositors. De "The Sydney Mail": "Cap pianista que hagi aparegut mai a Sydney hagi tocat tantes peces sense una sola repetició...Vist des de tots els aspectes, Spivakovsky és un dels pianistes més grans i versàtils que han visitat Austràlia"." The Register": "Amb una tècnica que fa que les dificultats siguin insignificants, el pianista rus té intuïció i sensació dramàtica i domini de tons variats. Sembla que crida l'esperit de cada compositor al seu torn". I "The Sunday Times": "Una de les figures més importants del món de la música".

## Anys 30
El 1930 va néixer el Trio Spivakovsky quan es va unir als germans Edmund Kurtz, el violoncel·lista personal de la prima ballarina russa Anna Pavlova que havia estudiat amb Pau Casals. Després de cinc mesos practicant junts fins a 14 hores al dia, Spivakovsky va determinar que estaven preparats per debutar i va escollir La Haia per la seva reputació de ser el públic més difícil d'impressionar a Europa. El seu debut va ser un èxit impressionant i "Algemeen Handelsblad" va informar: "Debut extraordinari: de tots els concerts que he escoltat mai va ser un dels més bells. El seu solo i el seu conjunt són els més perfectes que es pugui imaginar". Després van fer una gira per Europa i van ser declarats "la millor combinació de música de cambra d'aquest tipus","el millor conjunt que hem escoltat mai" i "per sobre dels més grans elogis".
Quan van tornar a Berlín, Spivakovsky va saber que la seva reputació principal per interpretar Brahms i altres compositors alemanys havia enfurismat als nazis, que van començar a atacar-lo a la premsa. Quan van començar a interrompre els seus concerts, Richard Strauss el va advertir de fugir d'Alemanya en un missatge musicalment codificat (uns quants compassos de l'obertura de Guillaume Tell, que signifiquen una tempesta imminent, seguit d'un signe d'exclamació). Va organitzar de pressa una gira australasiana de 70 concerts per al Trio i van pujar al vaixell uns dies abans de la presa del poder nazi el 1933. La seva gira va ser un èxit fenomenal i es van proclamar "el millor trio d'instrumentistes del món"."suprem en el món musical actual" i "una d'aquestes experiències vives que romanen fresques a la memòria durant tota la vida musical". La crítica també va remarcar amb sorpresa la capacitat extremadament rara del pianista per interpretar obres en solitari, duo i trio al més alt nivell.
Buscat per les principals institucions musicals australianes, el trio es va convertir en professor de la Universitat de Melbourne i, per tant, va evitar haver de tornar a Alemanya al final de la gira. Tanmateix, durant els següents cinc anys, van estar en constant amenaça amb la notòria Prova de Dictat utilitzats pels oficials d'immigració australians per deportar arbitràriament els jueus i altres persones que consideraven indesitjables racialment. Fer una gira fora d'Austràlia correria el risc de ser prohibit el retorn i els moviments anti-jueus els bloquejaren cada cop més de l'escena internacional, obligats a cancel·lar la gira d'Itàlia de 1934. També rebien cada vegada més peticions d'ajut de persones desesperades per fugir d'Alemanya, escrites en eufemismes per evadir els censors nazis. Spivakovsky va suspendre la seva carrera de gira i va treballar incansablement per convèncer els empresaris a Austràlia i altres llocs, que van patir la gran depressió, perquè patrocinessin visats per a aquestes persones. Tot i que havia realitzat proves d'actuacions en solitari per a "Parlophone" abans d'abandonar Europa, encara no havia llançat actuacions en solitari al públic i, per tant, va desaparèixer dels cercles musicals internacionals.
De tornada a Alemanya, Hitler va posar totes les activitats musicals sota el control de Joseph Goebbels, ministre de la Il·lustració Pública i de la Propaganda. El 1933 Goebbels va començar a aplicar polítiques per destruir i esborrar de la memòria les carreres dels músics jueus alhora que fomentava la carrera dels artistes aprovats pels nazis. El 1938, el seu ministeri va anunciar públicament que Spivakovsky i altres músics jueus destacats havien estat esborrats amb èxit de la cultura alemanya. Aquell mateix any Spivakovsky es va convertir en un orgullós ciutadà australià i súbdit britànic. Durant la Segona Guerra Mundial, va oferir concerts per a tropes aliades, fons patriòtics i organitzacions benèfiques i va exercir com a voluntari al capdavant de l'atac aeri. Al final de la guerra, es va assabentar de la mort del seu germà petit Albert, que també havia estat un músic destacat a Berlín. Després de fugir dels nazis i esquivar el foc de metralladores mentre portava la seva dona a través de la neu profunda a través de la frontera suïssa, Albert finalment havia aconseguit la seguretat, però va sucumbir a les penuries.

## Postguerra
Després de la guerra, Spivakovsky va tornar a la seva carrera musical amb gran serietat i va sorprendre fins i tot als crítics més durs. El llegendari Sir Neville Cardus li va enviar una carta el 1945: "... M'agradaria escriure el meu agraïment per la vostra interpretació més commovedora de l'Op.111. Va ser molt més que una peça de piano experimentada, vaig entrar al món sublim de l'obra amb una eloqüència intencionada i inconscient que em va acostar a les llàgrimes". El mateix any, la seva dona, Lady Edith, va enviar a Spivakovsky un telegrama després que interpretés el Concert per a piano núm. 23 al Festival Mozart de Melbourne: "Felicitats cordials pel millor que Mozart hagi escoltat mai". El 1947 Sir Neville va revisar per al "Sydney Morning Herald" la temporada de recitals australians que va obrir la primera gira mundial de Spivakovsky. Després del primer recital va escriure: "Avui pocs pianistes s'atrevirien a acostar-se al colossal Max Reger i les seves Catorze variacions i fuga doble sobre un tema de Bach...extraordinari control de la tècnica i un sentit de la concepció i la direcció de gran abast...cosa que va fer que el que s'ha escoltat a l'instrument a Sydney aquests anys semblés el tintinet de campanes insignificants". Durant la temporada: "Ha estat una experiència rara. Sabia que Jascha Spivakovsky era un pianista esplèndid, per descomptat; però no sabia que pogués adoptar la mesura d'algunes de les millors obres de la literatura per a piano". Després del recital final, que va comptar amb quatre sonates de Beethoven: "El concert d'ahir a la nit a l'Ajuntament quedaria menystingut si es descrivís simplement com un recital de piano. Va ser una experiència d'esperit i ment i una submergència d'un artista sincer de consciència tècnica i personal al món de Beethoven". El principal crític australià, John Sinclair, va fer-se ressò: "Des de qualsevol angle que es veiés la representació, tenia un signe inconfusible de raresa i grandesa...Mai he vist un artista assegut al teclat amb menys preocupació aparent per la seva existència que no sigui com a mitjà per a la realització d'una concepció imaginativa de llarga maduresa. El control mental de Spivakovsky és tan inflexible que ni un passatge de bravura de les quatre sonates va escapar de la seva relació amb el tot interpretatiu...Tinc l'elecció entre un llenguatge i silenci inútil i inadequat. Els tocs són massa potents a les meves orelles per permetre un comentari objectiu".
Les gires de Spivakovsky van seguir la temporada de concerts d'hivern a tot el món sense parar durant els propers 14 anys, ampliant el seu abast als Estats Units, Gran Bretanya, Europa, Canadà, Australàsia, Israel, Índia, Singapur i parts d'Àfrica. Als Estats Units va ser aclamat com un notable tonalista després d'actuar al Carnegie Hall el 1948, on va ser visitat entre els escenaris per Vladimir Horowitz, Claudio Arrau, Simon Barere, Alexander Kipnis, George Szell, Erika Morini i Budapest Quartet de corda. Fou llegit per un llegendari director d'orquestra Pierre Monteux va interpretar un concert de Brahms a causa de la seva reputació principal per Brahms i després de cinc anys de xoc contra els horaris de la gira, finalment van interpretar el Concert per a piano núm. 2 durant l'última temporada de Monteux amb lOrquestra Simfònica de San Francisco el 1952. "The San Francisco Newsva" informar: "El domini dels models clàssics més la llibertat dinàmica individual: una combinació del millor de l'antiga escola de piano i el nou. La bellesa del to i la varietat de colors i dinàmiques, juntament amb el bon sentit escultòric de Spivakovsky i l'apreciació dels valors climàtics van resultar en una bella projecció de la partitura musical. L'actuació de Spivakovsky va fer intel·lectualitat i musicalitat a mida." A la Gran Bretanya, va donar un dels primers concerts de música clàssica a la televisió el 1952 i la seva presentació en concert de Txaikovski i el seu Piano Concerto No 1 amb la Halle Orchestra va ser seleccionat per a la seva emissió per la BBC durant la coronació de la reina Isabel II celebracions el 1953. A Austràlia va ser "massivament brillant" en el Concert per a piano de Britten en un concert estatal celebrant la coronació i va donar estrenes d'obres modernes, inclòs el monumental Concerto Symphonique de Ernst Bloch en la primera representació mundial enregistrada d'aquesta obra.
Quan es va retirar de les gires per raons de salut el 1960, Spivakovsky havia actuat amb pràcticament tots els grans directors de la seva època, incloent Arthur Nikisch, Leo Blech, Issay Dobrowen, Willem Mengelberg, Felix Weingartner, Georg Schnéevoigt, Wilhelm Furtwängler, Hans Knappertsbusch, Richard Strauss, Sir Henry Wood, Sir Thomas Beecham, Efrem Kurtz, Sir Adrian Boult, Sir Malcolm Sargent, George Szell, Maurice Abravanel, Sir Eugene Goossens, Josef Krips, Pierre Monteux, Paul Kletzki i Leonard Bernstein. També s'havia emès a les emissores de ràdio i televisió de tot el món. Va continuar ensenyant com a professor al Conservatori de Música de Melbourne i dirigint pianistes més joves, inclosos William Kapell, Julius Katchen i Shura Cherkassky. També va continuar dirigint lOrquestra Filharmònica d'Amics de l'Austràlia, que havia fundat a la dècada de 1930 a petició personal del seu amic Bronislaw Huberman. Va recaptar els fons per a la seva primera gira per Austràlia i els va suggerir de contractar el jove director d'orquestra Zubin Mehta. Un far cultural per a estrelles internacionals que van visitar Austràlia a partir del 1933, va donar la benvinguda a molts amics i col·legues a la seva casa senyorial Edzell House a Melbourne, inclosos Artur Schnabel, Bronisław Huberman, Mischa Elman, Benno Moiseiwitsch, Amelita Galli-Curci, George Szell, Arthur Rubinstein, Victor Borge, Ignaz Friedman, Claudio Arrau, Mindru Katz, Simon Barere, Walter Susskind, William Kapell, Rudolf Firkušný, Gary Graffman, Shura Cherkassky, Julius Katchen, Leonid Hambro, Ruggiero Ricci, Henryk Szeryng, Alexander Kipnis, Mieczyslaw Munz, Vlado Perlemuter, Alceo Galliera, Jascha Horenstein, David Oistrakh, Sylvia Fisher, Maureen Forrester, Isaac Stern, Daniel Barenboim, el quartet Borodin', el Quartet de corda de Budapest i lOrquestra Filharmònica d'Israel.
Va morir a la seva casa de Melbourne el 23 de març de 1970. Leonard Bernstein i altres van venir a Edzell House per rendir els seus respectes després de la mort de Spivakovsky.

## Redescobriment
Malgrat les ofertes per fer enregistraments comercials en formats de discos "Duo-Art", 78 rpm i LP, Spivakovsky mai va fer enregistraments en solitari a l'estudi. A falta d'una discografia comercial, la seva fama es va esvair després de deixar de fer gires el 1960. No obstant això, el 2015 "Pristine Audio" va començar a publicar una col·lecció dels seus enregistraments en directe sota el títol Jascha Spivakovsky: Bach to Bloch. Això va provocar una emoció considerable entre els crítics i els amants de la música de tot el món. Damian Thompson de "The Spectatorva" va anunciar després d'escoltar el primer llançament: "Pot ser un dels pianistes més grans que he escoltat mai" i va declarar després d'escoltar el segon llançament: "Es tracta d'una versió excepcional, que confirma completament la meva opinió que Jascha Spivakovsky era els pianistes més grans de tots els temps...No dubto a posar Spivakovsky al primer nivell de pianistes, juntament amb Schnabel, Cortot, Richter, Solomon, Kempff i potser un o dos pianistes actuals (Grigory Sokolov, Martha Argerich, Stephen Kovacevich, l'ara retirat Alfred Brendel)."
Mark Ainley, de "The Piano Files", va fer ressò: "... tot i que toca sempre idiomàticament per a cada compositor, hi ha qualitats en el pianisme de Spivakovsky que es noten constantment: una sonoritat increïblement refinada...i el temps; un rubato que respira i desafia les línies de barres, però serveix a l'estructura arquitectònica de la música sense que es perdi mai el pols rítmic; una veu coherent fins al màxim (l'únic pianista que he sentit capaç de fer veu amb tanta exquisida i Lipatti té una claredat constant; un domini increïblement subtil del pedal i una destresa digital increïble...)És, senzillament, un dels pianistes més grans que he escoltat mai ". Colin Clarke va escriure a Fanfàrria: "... impressionant... simplement impressionant... màgia real i to daurat...dits d'acer" i Gary Lemco va declarar a "Audiophile Audition": "Ja sigui l'arpa eòlica o el tronador Cavaller de l'Apocalipsi, la música troba a Spivakovsky amb un control esplèndid del seu arsenal d'efectes de teclat, un mestre de la seva paleta".
 James Irsay va dedicar programes de l'emissora de ràdio Nova York WBAI a la publicació de cada volum i va declarar: "Un pianista pensant que sona completament espontani...si aquesta no és la definició de domini real, no sé què és!"
El cinquè volum d'actuacions en directe estàva previst que s'estrenés el 2017 i que inclouria dos dels concerts favorits de Spivakovsky. Es va crear un lloc web dedicat a l'artista www.jascha.com per coincidir amb la publicació del primer volum. El 2015 va guanyar un premi W3 a l'excel·lència en disseny de l'Acadèmia d'Arts interactives i visuals.